# Tem Espaço?, Faz Tatuagem!
Tem Espaço?, Faz Tatuagem! é uma canção single do Bonde da Stronda lançada no dia 07 de Dezembro de 2012.
Na canção Mr. Thug fala sobre seu vicio por tatuagens, e também sobre o preconceito que uma parte da população tem por
tatuagens. A canção faz parte de um projeto que o Bonde da Stronda fez, onde cada integrante canta sobre seu hobbie.

## Versões

### Faixas
| N.º | Título                                       | Duração |  |
| 1.  | "Tem Espaço?, Faz Tatuagem!" (canção)        | 2:25    |  |
| 2.  | "Tem Espaço?, Faz Tatuagem!" (Vídeo musical) | 2:31    |  |

## Histórico de lançamento
| Região         | Data                   | Gravadora       | Formato          | Catálogo | Referências |
| -------------- | ---------------------- | --------------- | ---------------- | -------- | ----------- |
| Brasil         | 07 de Dezembro de 2012 | Galerão Records | Download digital |          | [ 3 ]       |
| Estados Unidos | 07 de Dezembro de 2012 | Galerão Records | Download digital |          | [ 4 ]       |
| México         | 07 de Dezembro de 2012 | Galerão Records | Download digital |          | [ 5 ]       |